# Marian Socha
Marian Socha (ur. 5 lipca 1929 w Biskupicach, zm. 13 kwietnia 2007) – polski rolnik i polityk, poseł na Sejm PRL IX kadencji.

## Życiorys
Od 1953 prowadził własne gospodarstwo rolne. Do Zjednoczonego Stronnictwa Ludowego wstąpił w 1958. Był członkiem Wojewódzkiego Komitetu partii w Toruniu oraz prezesem Gminnego Komitetu ZSL. Przewodniczący Rady Nadzorczej GS „Samopomoc Chłopska” w Łubiance, a także członek Rady Nadzorczej WZGS w Toruniu. Pełnił funkcję przewodniczącego Gminnej Rady Narodowej. W latach 1985–1989 pełnił mandat posła na Sejm PRL IX kadencji w okręgu Toruń, zasiadając w Komisji Rolnictwa, Leśnictwa i Gospodarki Żywnościowej. Otrzymał Medal 40-lecia Polski Ludowej.
Pochowany na cmentarzu parafialnym w Biskupicach.